# L'Homme à la carabine
Cet article concerne la série télévisée. Pour le film de 1952, voir L'Homme à la carabine (film, 1952).
L'Homme à la carabine (The Rifleman) est une série télévisée américaine en 168 épisodes de 30 minutes, en noir et blanc, produite par Arnold Laven d'après un scénario de Sam Peckinpah et diffusée entre le 30 septembre 1958 et le 8 avril 1963 sur le réseau ABC.
En France, la série a été diffusée à partir du 17 avril 1966 sur la deuxième chaîne de l'ORTF.

## Synopsis
La série est centrée sur le personnage de Luke McCain, vétéran de la guerre de Sécession, et son fils Mark, tous deux établis dans un ranch dans le territoire du Nouveau-Mexique.

## Distribution
- Chuck Connors : Luke McCain
- Johnny Crawford : Mark McCain
- Paul Fix : Marshal Micah Torrance
- Patricia Blair : Lou Mallory

### Invités
- Mort Mills

## Épisodes

### Saison 1 (1958-1959)
1. Tireur d'élite (The Sharpshooter)
2. titre français inconnu (Home Ranch)
3. fin du jeune pistolet (End of a Young Gun)
4. Le Marshall (The Marshal)
5. Le beau-frère (The Brother-in-Law)
6. huit heures pour mourir (Eight Hours to Die)
7. duel d'honneur (Duel of Honor)
8. la garde sûre (The Safe Guard)
9. La Sœur (The Sister)
10. La menace de la Nouvelle-Orléans (New Orleans Menace)
11. L'apprenti shérif (The Apprentice Sheriff)
12. le méchant pistolet (The Angry Gun)
13. Le jeune Anglais (The Young Englishman)
14. Le Gaucho (The Gaucho)
15. L'Animal (The Pet)
16. L'histoire de Sheridan (The Sheridan Story)
17. titre français inconnu (The Retired Gun)
18. Le Photographe (The Photographer)
19. Shivaree (Shivaree)
20. l'enfant aux yeux morts (The Deadeye Kid)
21. L'Indien (The Indian)
22. L'internat (The Boarding House)
23. Le deuxième témoin (The Second Witness)
24. Le commerce (The Trade)
25. On est allé à Denver (One Went to Denver)
26. L'attente mortelle (The Deadly Wait)
27. le mauvais homme (The Wrong Man)
28. Le Défi (The Challenge)
29. titre français inconnu (The Hawk)
30. l'horreur aux trois jambes (Three Legged Terror)
31. L'homme en colère (The Angry Man)
32. La Femme (The Woman)
33. le pistolet à argent (The Money Gun)
34. Une question de foi (A Matter of Faith)
35. frère de sang (Blood Brother)
36. un inconnu dans la nuit  (Stranger at Night)
37. La Descente (The Raid)
38. titre français inconnu (Outlaw's Inheritance)
39. boomerang (Boomerang)
40. Le lecteur d'esprit (The Mind Reader)